# Yang Yun
Yang Yun (n. 2 decembrie 1984, Zhuzhou⁠(d), Republica Populară Chineză) este o gimnastă artistică ce a reprezentat Republica Populară Chineză, medaliată olimpică. A participat la o ediție a Jocurilor Olimpice (2000) în care a câștigat o medalie de bronz.

## Participări
Lista de mai jos prezintă principalele competiții la care a participat Yang Yun de-a lungul carierei.
- gymnastics at the 2000 Summer Olympics – women's uneven bars[*]